# Contigo (álbum de Mike Bahía)
Contigo es el tercer álbum de estudio, y el cuarto en general del cantante colombiano Mike Bahía.
El álbum se caracteriza por el estilo urbano y tropical de Mike Bahía, donde resalta la variedad de ritmos, desde reguetón, reggae y balada romántica hasta otros más tropicales como cumbia, bachata y salsa. Asimismo el 27 de abril de 2023, el álbum se estrenó junto al sencillo «Corazón».
De este álbum, se desprenden algunos sencillos como: «Mi pecadito», «De qué manera», «La falta» y «Amor sincero» entre otros. En este álbum, están incluidas las participaciones de Greeicy, Carín León, Keityn y Dekko.

## Lista de canciones
| N.º | Título                            | Escritor(es) | Duración |  |
| 1.  | «De qué manera»                   |              | 3:13     |  |
| 2.  | «Mi pecadito» (con Greeicy)       |              | 3:17     |  |
| 3.  | «Si Dios fuera poeta»             |              | 2:27     |  |
| 4.  | «Enfocado»                        |              | 2:36     |  |
| 5.  | «La mía»                          |              | 2:46     |  |
| 6.  | «El egoísmo» (con Keityn y Dekko) |              | 2:50     |  |
| 7.  | «Corazón»                         |              | 2:28     |  |
| 8.  | «El que ama sufre»                |              | 2:49     |  |
| 9.  | «¿Qué será?»                      |              | 2:18     |  |
| 10. | «La falta» (con Carín León)       |              | 3:08     |  |
| 11. | «Amor sincero»                    |              | 3:34     |  |
| 12. | «Nostalgia»                       |              | 4:05     |  |